# Trigonophorus nepalensis
Trigonophorus nepalensis är en skalbaggsart som beskrevs av Hope 1831. Trigonophorus nepalensis ingår i släktet Trigonophorus och familjen Cetoniidae. Inga underarter finns listade i Catalogue of Life.